# Tour Down Under 2015
Il Tour Down Under 2015, diciassettesima edizione della corsa, valido come prima prova dell'UCI World Tour 2015, si svolse in sei tappe, dal 20 al 25 gennaio 2015, su un percorso di complessivi 812,3 km con partenza da Tanunda e arrivo ad Adelaide, Australia. Si impose l'australiano Rohan Dennis che concluse la gara in 19h15'18", alla media di 42,186 km/h.
Conclusero la gara 122 ciclisti.

## Tappe
| Tappa  | Data       | Percorso                     | km    | Vincitore di tappa | Leader cl. generale |
| ------ | ---------- | ---------------------------- | ----- | ------------------ | ------------------- |
| 1ª     | 20 gennaio | Tanunda > Campbelltown       | 132,6 | Jack Bobridge      | Jack Bobridge       |
| 2ª     | 21 gennaio | Unley > Stirling             | 150,5 | Juan José Lobato   | Jack Bobridge       |
| 3ª     | 22 gennaio | Norwood > Paracombe          | 143,2 | Rohan Dennis       | Rohan Dennis        |
| 4ª     | 23 gennaio | Glenelg > Mount Barker       | 144,5 | Steele Von Hoff    | Rohan Dennis        |
| 5ª     | 24 gennaio | McLaren Vale > Willunga Hill | 151,5 | Richie Porte       | Rohan Dennis        |
| 6ª     | 25 gennaio | Adelaide > Adelaide          | 90    | Wouter Wippert     | Rohan Dennis        |
| Totale | Totale     | Totale                       | 812,3 |                    |                     |

## Squadre partecipanti
| N.    | Cod. | Squadra                |
| ----- | ---- | ---------------------- |
| 1-7   | BMC  | BMC Racing Team        |
| 11-17 | OGE  | Orica-GreenEDGE        |
| 21-27 | TGA  | Team Giant-Alpecin     |
| 31-37 | SKY  | Team Sky               |
| 41-47 | LTS  | Lotto-Soudal           |
| 51-57 | TCG  | Team Cannondale-Garmin |
| 61-67 | TFR  | Trek Factory Racing    |
| 71-77 | TCS  | Tinkoff-Saxo           |
| 81-87 | ALM  | AG2R La Mondiale       |
| 91-97 | AST  | Astana Pro Team        |

| N.      | Cod. | Squadra                     |
| ------- | ---- | --------------------------- |
| 101-107 | KAT  | Team Katusha                |
| 111-117 | FDJ  | FDJ                         |
| 121-127 | MOV  | Movistar Team               |
| 131-137 | IAM  | IAM Cycling                 |
| 141-147 | EQS  | Etixx-Quick Step            |
| 151-157 | TLJ  | Team Lotto NL-Jumbo         |
| 161-167 | LAM  | Lampre-Merida               |
| 171-177 | DRA  | Drapac Professional Cycling |
| 181-187 | UNI  | Team UniSA-Australia        |

## Dettagli delle tappe

### 1ª tappa
- 20 gennaio: Tanunda > Campbelltown – 132,6 km

Risultati
| Pos. | Corridore      | Squadra      | Tempo    |
| ---- | -------------- | ------------ | -------- |
| 1    | Jack Bobridge  | Team UniSA   | 2h59'44" |
| 2    | Lieuwe Westra  | Astana       | s.t.     |
| 3    | Luke Durbridge | Orica-Green. | s.t.     |

| Pos. | Corridore      | Squadra      | Tempo    |
| ---- | -------------- | ------------ | -------- |
| 1    | Jack Bobridge  | Team UniSA   | 2h59'31" |
| 2    | Lieuwe Westra  | Astana       | a 4"     |
| 3    | Luke Durbridge | Orica-Green. | a 6"     |

### 2ª tappa
- 21 gennaio: Unley > Stirling – 150,5 km

Risultati
| Pos. | Corridore        | Squadra      | Tempo    |
| ---- | ---------------- | ------------ | -------- |
| 1    | Juan José Lobato | Movistar     | 3h42'24" |
| 2    | Daryl Impey      | Orica-Green. | s.t.     |
| 3    | Gorka Izagirre   | Movistar     | s.t.     |

| Pos. | Corridore        | Squadra    | Tempo    |
| ---- | ---------------- | ---------- | -------- |
| 1    | Jack Bobridge    | Team UniSA | 6h41'55" |
| 2    | Juan José Lobato | Movistar   | a 3"     |
| 3    | Lieuwe Westra    | Astana     | a 4"     |

### 3ª tappa
- 22 gennaio: Norwood > Paracombe – 143,2 km

Risultati
| Pos. | Corridore    | Squadra       | Tempo    |
| ---- | ------------ | ------------- | -------- |
| 1    | Rohan Dennis | BMC Racing    | 3h35'08" |
| 2    | Cadel Evans  | BMC Racing    | a 3"     |
| 3    | Tom Dumoulin | Giant-Alpecin | s.t.     |

| Pos. | Corridore    | Squadra       | Tempo     |
| ---- | ------------ | ------------- | --------- |
| 1    | Rohan Dennis | BMC Racing    | 10h17'06" |
| 2    | Cadel Evans  | BMC Racing    | a 7"      |
| 3    | Tom Dumoulin | Giant-Alpecin | a 9"      |

### 4ª tappa
- 23 gennaio: Glenelg > Mount Barker – 144,5 km

Risultati
| Pos. | Corridore       | Squadra      | Tempo    |
| ---- | --------------- | ------------ | -------- |
| 1    | Steele Von Hoff | Team UniSA   | 3h24'28" |
| 2    | Daryl Impey     | Orica-Green. | s.t.     |
| 3    | Wouter Wippert  | Drapac       | s.t.     |

| Pos. | Corridore    | Squadra       | Tempo     |
| ---- | ------------ | ------------- | --------- |
| 1    | Rohan Dennis | BMC Racing    | 13h41'34" |
| 2    | Cadel Evans  | BMC Racing    | a 7"      |
| 3    | Tom Dumoulin | Giant-Alpecin | a 9"      |

### 5ª tappa
- 24 gennaio: McLaren Vale > Willunga Hill – 151,5 km

Risultati
| Pos. | Corridore       | Squadra    | Tempo    |
| ---- | --------------- | ---------- | -------- |
| 1    | Richie Porte    | Team Sky   | 3h37'32" |
| 2    | Rohan Dennis    | BMC Racing | a 9"     |
| 3    | Rubén Fernández | Movistar   | a 16"    |

| Pos. | Corridore    | Squadra    | Tempo     |
| ---- | ------------ | ---------- | --------- |
| 1    | Rohan Dennis | BMC Racing | 17h19'09" |
| 2    | Richie Porte | Team Sky   | a 2"      |
| 3    | Cadel Evans  | BMC Racing | a 20"     |

### 6ª tappa
- 25 gennaio: Adelaide > Adelaide – 90 km

Risultati
| Pos. | Corridore         | Squadra      | Tempo    |
| ---- | ----------------- | ------------ | -------- |
| 1    | Wouter Wippert    | Drapac       | 1h56'09" |
| 2    | Heinrich Haussler | IAM Cycling  | s.t.     |
| 3    | Boris Vallée      | Lotto-Soudal | s.t.     |

| Pos. | Corridore    | Squadra    | Tempo     |
| ---- | ------------ | ---------- | --------- |
| 1    | Rohan Dennis | BMC Racing | 19h15'18" |
| 2    | Richie Porte | Team Sky   | a 2"      |
| 3    | Cadel Evans  | BMC Racing | a 20"     |

## Evoluzione delle classifiche
| Tappa              | Vincitore          | Classifica generale Maglia ocra | Classifica scalatori Maglia a pois | Classifica sprint Maglia rossa | Classifica giovani Maglia bianca | Classifica a squadre | Corridore più combattivo |
| ------------------ | ------------------ | ------------------------------- | ---------------------------------- | ------------------------------ | -------------------------------- | -------------------- | ------------------------ |
| 1ª                 | Jack Bobridge      | Jack Bobridge                   | Jack Bobridge                      | Jack Bobridge                  | Luke Durbridge                   | Team UniSA-Australia | Luke Durbridge           |
| 2ª                 | Juan José Lobato   | Jack Bobridge                   | Jack Bobridge                      | Juan José Lobato               | Niccolò Bonifazio                | Movistar Team        | Thomas de Gendt          |
| 3ª                 | Rohan Dennis       | Rohan Dennis                    | Rohan Dennis                       | Cadel Evans                    | Rohan Dennis                     | BMC Racing Team      | William Clarke           |
| 4ª                 | Steele Von Hoff    | Rohan Dennis                    | Jack Bobridge                      | Daryl Impey                    | Rohan Dennis                     | BMC Racing Team      | Cédric Pineau            |
| 5ª                 | Richie Porte       | Rohan Dennis                    | Jack Bobridge                      | Daryl Impey                    | Rohan Dennis                     | Movistar Team        | Greg Henderson           |
| 6ª                 | Wouter Wippert     | Rohan Dennis                    | Jack Bobridge                      | Daryl Impey                    | Rohan Dennis                     | Movistar Team        | Manuele Boaro            |
| Classifiche finali | Classifiche finali | Rohan Dennis                    | Javier Moreno                      | Geraint Thomas                 | Rohan Dennis                     | Movistar Team        | -                        |

## Classifiche finali

### Classifica generale - Maglia ocra
| Pos. | Corridore          | Squadra       | Tempo     |
| ---- | ------------------ | ------------- | --------- |
| 1    | Rohan Dennis       | BMC Racing    | 19h15'18" |
| 2    | Richie Porte       | Team Sky      | a 2"      |
| 3    | Cadel Evans        | BMC Racing    | a 20"     |
| 4    | Tom Dumoulin       | Giant-Alpecin | a 22"     |
| 5    | Rubén Fernández    | Movistar      | a 24"     |
| 6    | Domenico Pozzovivo | AG2R La M.    | a 31"     |
| 7    | Daryl Impey        | Orica-Green.  | a 35"     |
| 8    | Gorka Izagirre     | Movistar      | a 52"     |
| 9    | Jarlinson Pantano  | IAM Cycling   | a 53"     |
| 10   | George Bennett     | Lotto NL      | a 57"     |

### Classifica scalatori - Maglia a pois
| Pos. | Corridore          | Squadra    | Punti |
| ---- | ------------------ | ---------- | ----- |
| 1    | Jack Bobridge      | Team UniSA | 36    |
| 2    | Rohan Dennis       | BMC Racing | 34    |
| 3    | Richie Porte       | Team Sky   | 22    |
| 4    | Cadel Evans        | BMC Racing | 18    |
| 5    | Domenico Pozzovivo | AG2R La M. | 14    |

### Classifica sprint - Maglia rossa
| Pos. | Corridore         | Squadra       | Punti |
| ---- | ----------------- | ------------- | ----- |
| 1    | Daryl Impey       | Orica-Green.  | 55    |
| 2    | Niccolò Bonifazio | Lampre        | 39    |
| 3    | Cadel Evans       | BMC Racing    | 37    |
| 4    | Tom Dumoulin      | Giant-Alpecin | 36    |
| 5    | Richie Porte      | Team Sky      | 34    |

### Classifica giovani - Maglia bianca
| Pos. | Corridore       | Squadra       | Tempo     |
| ---- | --------------- | ------------- | --------- |
| 1    | Rohan Dennis    | BMC Racing    | 19h15'18" |
| 2    | Tom Dumoulin    | Giant-Alpecin | a 22"     |
| 3    | Rubén Fernández | Movistar      | a 24"     |
| 4    | George Bennett  | Lotto NL      | a 57"     |
| 5    | Tsgabu Grmay    | Lampre        | s.t.      |

### Classifica a squadre
| Pos. | Squadra          | Tempo     |
| ---- | ---------------- | --------- |
| 1    | Movistar Team    | 57h48'48" |
| 2    | BMC Racing Team  | a 1'21"   |
| 3    | Lotto-Soudal     | a 4'24"   |
| 4    | AG2R La Mondiale | a 5'46"   |
| 5    | IAM Cycling      | a 5'57"   |